# Eupithecia johnsoni
Eupithecia johnsoni är en fjärilsart som beskrevs av Harrison 1931. Eupithecia johnsoni ingår i släktet Eupithecia och familjen mätare. Inga underarter finns listade i Catalogue of Life.